# Bryce Dejean-Jones
Bryce Dejean-Jones (ur. 21 sierpnia 1992 w Los Angeles, zm. 28 maja 2016 w Dallas) – amerykański koszykarz, występujący na pozycji rzucającego obrońcy.
20 sierpnia 2015 roku podpisał umowę z zespołem New Orleans Pelicans. 21 stycznia podpisał 10-dniowy kontrakt, ponownie z New Orleans Pelicans.
28 maja 2016 w Dallas został postrzelony w brzuch przez właściciela apartamentu, do którego próbował się dostać używając siły. Zmarł wskutek wykrwawienia.

## Osiągnięcia
NCAA
- Mistrz turnieju konferencji Big 12 (2015)
- Mountain West Preseason Co-Newcomer of the Year (2012)[5]
- Zaliczony do:
  - III składu konferencji Mountain (2014)[6]
  - Big 12 Commissioner's Honor Roll (2014)[5]